# Oğuzhan Özyakup
Oğuzhan Özyakup (* 23. September 1992 in Zaandam, Niederlande) ist ein türkisch-niederländischer Fußballspieler.
Seine Karriere als Aktiver begann er bei einem Verein in seinem Geburtsort, bevor er anfing, für die Jugendmannschaften von AZ Alkmaar zu spielen. Özyakup wechselte im Jahr 2007 schließlich nach England zum FC Arsenal, für die er dann bis 2012 gespielt hatte. Seit 2012 steht er bei Beşiktaş Istanbul unter Vertrag und wurde mit ihnen in den Jahren 2016, 2017 und 2021 türkischer Meister, im letztgenannten Jahr zudem auch türkischer Pokalsieger; in der Rückrunde der Saison 2019/20 lief er in den Niederlanden für Feyenoord Rotterdam auf. Oğuzhan Özyakup war zudem niederländischer Nachwuchsnationalspieler, entschied sich später allerdings für eine Karriere in den Auswahlmannschaften der Türkei; mit der türkischen A-Nationalmannschaft nahm er 2016 an der Europameisterschaft in Frankreich teil.

## Karriere

### Verein
Oğuzhan Özyakup, dessen Eltern aus der Provinz Trabzon in der Schwarzmeerregion stammen, ist in den Niederlanden geboren und aufgewachsen und begann mit dem Fußballspielen bei Türkspor Zaandam. Im Alter von elf Jahren absolvierte er ein Probetraining bei AZ Alkmaar und infolgedessen kam es zu einem Wechsel in die Fußballschule des Vereins. Dabei wollte Özyakup eigentlich für Ajax Amsterdam spielen. Auch zu einem späteren Zeitpunkt zeigte Ajax Interesse, doch er blieb in Alkmaar. Als Oğuzhan Özyakup in den Jugendmannschaften von AZ Alkmaar spielte, lebte er bei seinen Eltern und fuhr um 7 Uhr morgens los und kehrte um 7 Uhr abend zurück. Zum Fußball kam er dank seinem Vater, mit dem er in einem Park in der Nähe ihres Anwesens Fußball gespielt hatte. Mit den Jugendmannschaften seines Vereins nahm er an internationalen Turnieren teil und zudem lief er in Länderspielen für die niederländische U15-Nationalmannschaft auf, wo er auch dem FC Arsenal auffiel. „Das erste ernsthafte Angebot“ war zwar von Sampdoria Genua, doch er wollte nur zu Arsenal oder zum FC Barcelona und schließlich sagte Özyakup den „Gunners“ zu. In den ersten zweieinhalb Jahren lebte er bei einer englischen Gastfamilie.
In der Sommerpause 2012 wechselte Oğuzhan Özyakup in die Türkei zu Beşiktaş Istanbul. In seiner ersten Saison pendelte er zwischen Ersatzbank und Startelf. In der Saison 2013/14 biss Özyakup sich allmählich in der Stammelf fest und kam dabei anfänglich als zentraler Mittelfeldspieler, danach als offensiver Mittelfeldspieler zum Einsatz. Der Verein qualifizierte sich für die UEFA Champions League, wo sie in den Play-offs ausgerechnet gegen den FC Arsenal ausschieden. Somit spielten Oğuzhan Özyakup und Beşiktaş in der UEFA Europa League weiter, wo sie im Achtelfinale gegen den FC Brügge ausschieden. 2016 wurden die Istanbuler türkischer Meister. Dabei trug Özyakup mit neun Toren und sieben Vorlagen in 31 Spielen zu diesem Erfolg bei. Durch den Meistertitel qualifizierte sich Beşiktaş Istanbul für die Gruppenphase der „CL“, aus der sie nach den Gruppenspielen ausschieden. 2017 konnte Oğuzhan Özyakup in der Liga mit seinem Verein den Titel verteidigen. In der „Königsklasse“ konnte Beşiktaş dieses Mal die Gruppenphase als Erster überstehen und schied im Achtelfinale gegen den FC Bayern München aus. Özyakup kam dabei mit Ausnahme des Achtelfinalhinspiels in jeder Partie zum Einsatz.
Im Januar 2020 kehrte er auf Leihbasis in die Niederlande zurück und schloss sich Feyenoord Rotterdam an. Oğuzhan Özyakup spielte in lediglich zwei Partien und die Saison wurde aufgrund der COVID-19-Pandemie vorzeitig abgebrochen. Daraufhin folgte die Rückkehr zu Beşiktaş Istanbul, mit denen er 2021 das Double aus türkischer Meisterschaft sowie dem Pokalsieg errang. Dabei spielte Özyakup nicht oft, sondern saß nicht selten auch auf der Bank; das Saisonende verpasste er wegen einer Wadenzerrung. Er kam insgesamt zu lediglich 19 Einsätzen (davon acht Mal als Startelfspieler). Auch in der Saison 2021/22 war Oğuzhan Özyakup kein Stammspieler und saß oftmals auf der Bank. Nachdem er ab Februar 2022 wegen einer Oberschenkelzerrung ausfiel und später wegen Trainingsrückstandes nicht zum Kader gehörte, absolvierte er bis zum Saisonende kein Spiel mehr. Als türkischer Meister nahm Beşiktaş Istanbul an der Champions League teil und schied in einer Gruppe mit Borussia Dortmund, Ajax Amsterdam sowie Sporting Lissabon als Tabellenletzter nach der Gruppenphase aus. Özyakup spielte dabei in lediglich zwei Gruppenspielen. Diese Saison war seine letzte im Trikot der Istanbuler, denn im Sommer 2022 verließ er den Verein endgültig.
Daraufhin kehrte Oğuzhan Özyakup wieder in die Niederlande zurück und schloss sich kurz vor Ende der Sommertransferfensters der Saison 2022/23 Fortuna Sittard an. Sein Vertrag hat eine Laufzeit bis Mitte 2024.
Am 26. August 2024 verkündete Özyakup sein Karriereende über seinen Instagram-Account.

### Nationalmannschaften
Özyakup spielte von 2008 bis 2012 für die niederländische U17- und U19-Auswahl.
Ab August 2012 spielte er siebenmal für die türkische U21-Auswahl; er debütierte für die türkische A-Nationalmannschaft im Mai 2013. Im Qualifikationsspiel zur EM 2016 vom 6. September 2015 gegen die Niederlande markierte Özyakup das 700. Tor der türkischen Nationalmannschaft. Bei der Fußball-Europameisterschaft 2016 in Frankreich wurde er in das türkische Aufgebot aufgenommen und spielte bis zum Ausscheiden der Mannschaft in allen drei Spielen der Gruppenphase.

## Erfolge
- Türkischer Meister: 2015/16, 2016/17, 2020/21
- Türkischer Pokalsieger: 2020/21